# Robbie Weinhardt
Robert D. Weinhardt (né le 8 décembre 1985 à Chicago, Illinois, États-Unis) est un lanceur de relève droitier de baseball évoluant en Ligue majeure avec les Tigers de Detroit.

## Carrière
Après des études secondaires à la Pearland High School de Pearland (Texas), Robbie Weinhardt suit des études supérieures à l'Oklahoma State University–Stillwater où il porte les couleurs des Oklahoma State Cowboys à partir de 2006. Il est drafté le 7 juin 2007 par les Astros de Houston au 38e tour de sélection. Il repousse l'offre et poursuit ses études.
Weinhardt rejoint les rangs professionnels à l'issue de la draft du 5 juin 2008 au cours de laquelle il est sélectionné par les Tigers de Détroit au dixième tour. Il perçoit un bonus de 15 000 dollars à la signature de son premier contrat professionnel le 16 juin 2008.
Il passe deux saisons en Ligues mineures avec les GCL Tigers (Rk, 2008), les Lakeland Flying Tigers (A-, 2008-2009), les Erie SeaWolves (AA, 2009-2010) et les Toledo Mud Hens (AAA, 2010) avant d'effectuer ses débuts en Ligue majeure le 7 juillet 2010.
Weinhardt enregistre sa première victoire au plus haut niveau le 30 juillet 2010 face aux Red Sox de Boston à Fenway Park.

## Statistiques
| Saison | Équipe  | G  | GS | CG | SHO | V | D | SV | IP   | SO | ERA  |
| ------ | ------- | -- | -- | -- | --- | - | - | -- | ---- | -- | ---- |
| 2010   | Détroit | 28 | 0  | 0  | 0   | 2 | 2 | 0  | 29.1 | 21 | 6,14 |
| Totaux | Totaux  | 28 | 0  | 0  | 0   | 2 | 2 | 0  | 29.1 | 21 | 6,14 |

Note : G = Matches joués ; GS = Matches comme lanceur partant ; CG = Matches complets ; SHO = Blanchissages ; 
V = Victoires ; D = Défaites ; SV = Sauvetages ; IP = Manches lancées ; SO = Retraits sur des prises ; ERA = Moyenne de points mérités.